# Irena Szpak
Irena Maria Szpak z domu Robakiewicz (ur. 20 września 1916, zm. 7 czerwca 2007) – polska pisarka i tłumaczka. Autorka książek o tematyce technicznej, zrób to sam. Wieloletni członek Stowarzyszenia Autorów ZAiKS. 
Pochowana na cmentarzu prawosławnym w Warszawie.

## Wybrana bibliografia
- Druty i szydełko (1982)
- Dzianina dla niemowląt (1984)
- Moje pomysły dziewiarskie (1985)
- Nowoczesne szydełkowanie (1982)
- Roboty szydełkowe (1975)
- Ulubiona dzianina (1989)
- Swetry, sweterki, kamizele... (1987)
- Wyroby szydełkowe (1972)
- Zrób mi to mamo (1981)